# Zygosporium majus
Zygosporium majus är en svampart som beskrevs av Kris A. Pirozynski 1972. Zygosporium majus ingår i släktet Zygosporium, divisionen sporsäcksvampar och riket svampar.   Inga underarter finns listade i Catalogue of Life.